# Monistrol de Montserrat (kommun)
Monistrol de Montserrat är en kommun i Spanien.   Den ligger i provinsen Província de Barcelona och regionen Katalonien, i den östra delen av landet, 500 km öster om huvudstaden Madrid. Antalet invånare är 2 993. Arean är 12,0 kvadratkilometer. Monistrol de Montserrat gränsar till Sant Vicenç de Castellet, Castellbell i el Vilar, Marganell, Vacarisses, Esparreguera, Collbató och El Bruc. 
Terrängen i Monistrol de Montserrat är varierad.